# Священный древолаз
Свяще́нный древола́з (лат. Dendrobates leucomelas) — вид бесхвостых земноводных семейства древолазов, обитающий в Южной Америке.

## Описание

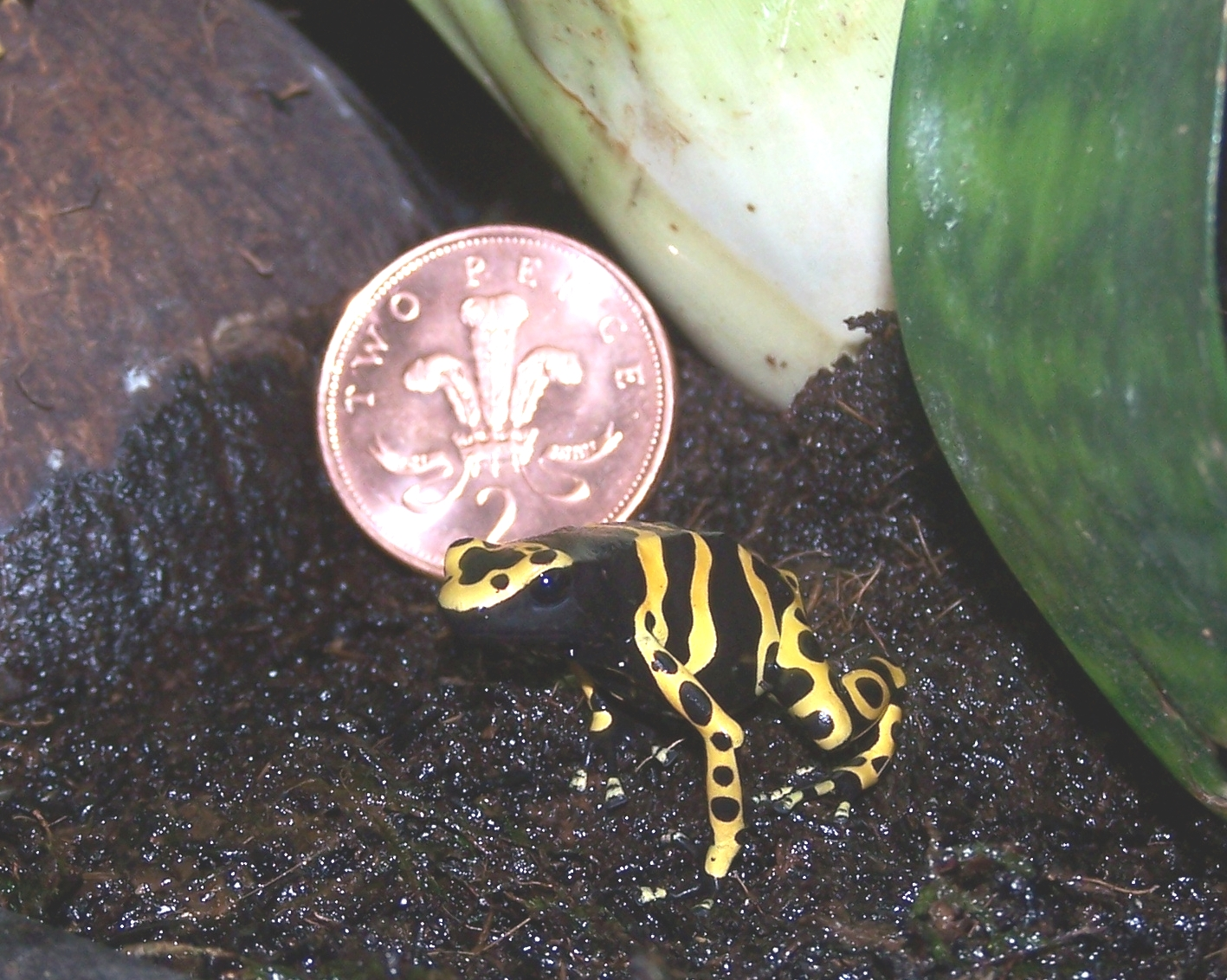

Общая длина достигает 3,1—3,8 см. По строению тела похож на других представителей своего рода. У самцов более развиты диски на концах пальцев. Кожа содержит ядовитую слизь, накопление которой связано с употреблением ядовитых насекомых и размещению на коже ядовитых грибков и бактерий. Окраска очень яркая, контрастная: на матово-чёрном основном фоне множество ярко-жёлтых, оранжевых или зеленоватых полос и пятен с неровными краями, образующими причудливый узор. Часто можно наблюдать рисунок из поперечных перфорированных полос или более-менее однородный сетчатый орнамент. Брюхо полностью чёрное.

## Образ жизни
Предпочитает равнинные и горные дождевые тропические леса. Встречается на высоте до 800 м над уровнем моря. Ведёт наземный образ жизни, активна днём. Для районов обитания характерны весьма существенные суточные климатические колебания: температура днём около 24—30 °C, ночью опускается до 20 °C. Влажность воздуха днём может снижаться до 60 %, ночью подниматься до 90 %. Днём, с повышением температуры, перебирается в прохладные, влажнее места. Питается ядовитыми насекомыми и членистоногими. Летом впадает в спячку.
Слизь этого древолаза индейцы используют для смазывания стрел.

## Размножение
Это яйцекладущая амфибия. Перед спариванием самцы издают громкие звуки, которые отпугивают соперников. Самка откладывает 8—9 яиц. Головастики появляются через 14—18 дней, метаморфоз длится 65—90 дней.

## Распространение
Обитает в Венесуэле южнее Ориноко до границы с Бразилией, в Гайане и некоторых районах Колумбии.

## Галерея

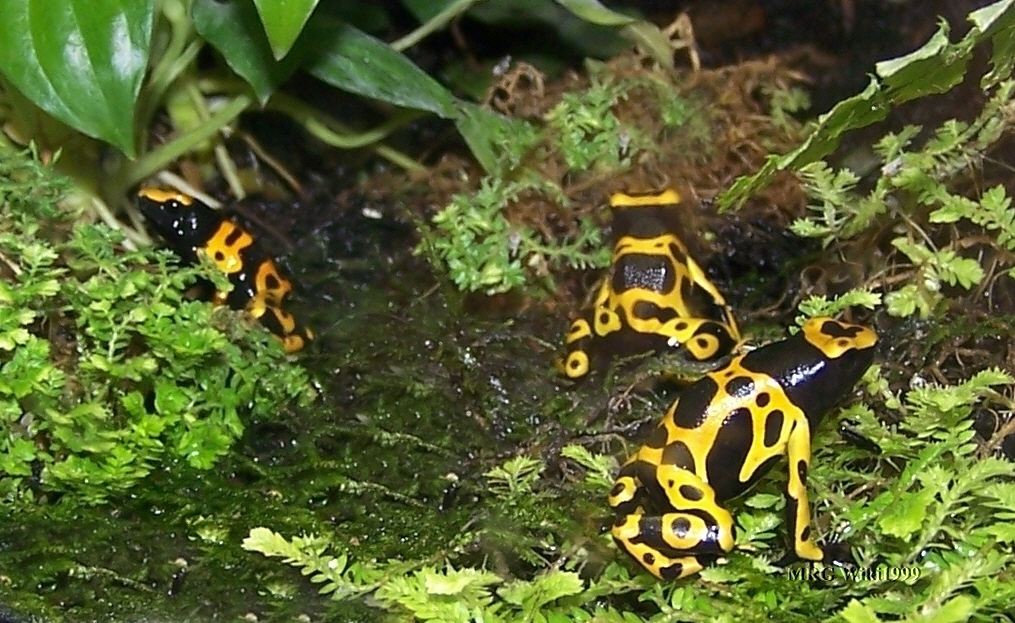
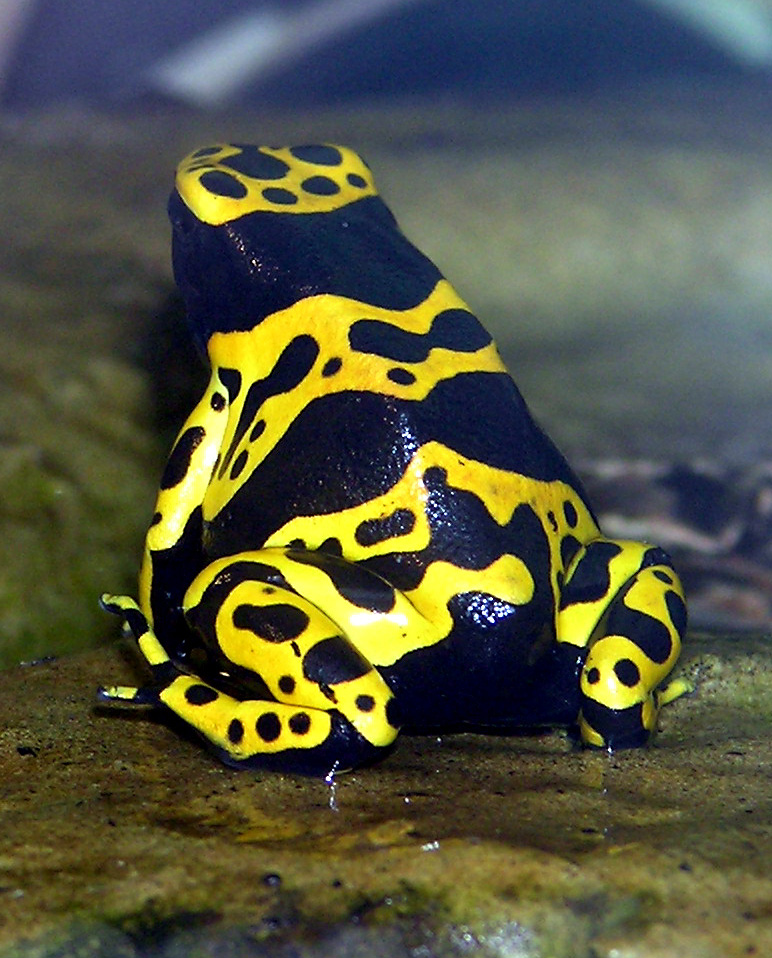
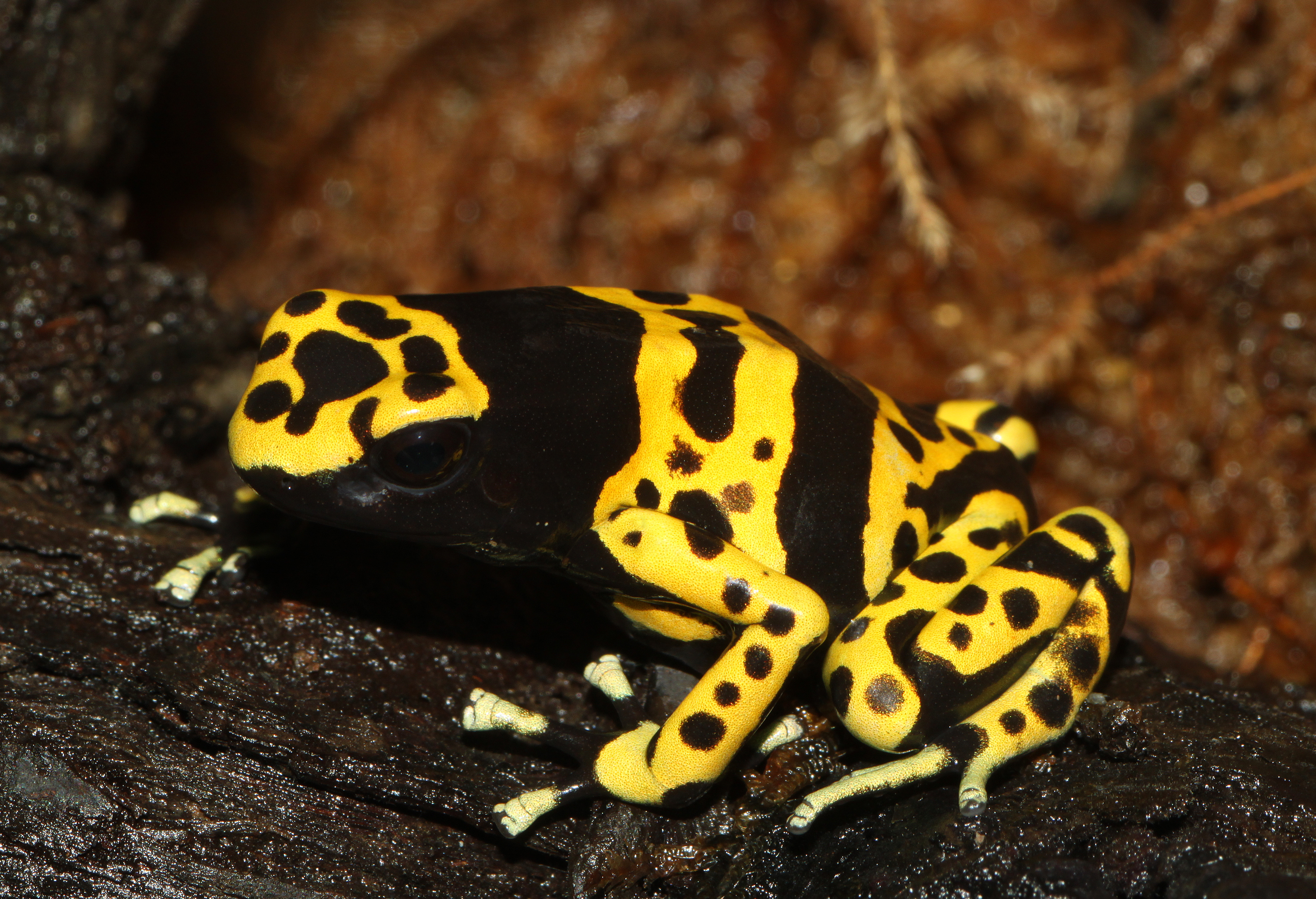